# Emma Ferguson
Emma Ferguson (21 de mayo de 1975) es una actriz británica. Es conocida por su papel protagónico en Mile High junto a Naomi Ryan y Jo Anne Knowles pero también apareció en la miniserie Norte & Sur.
Ferguson tuvo un papel haciendo de una de las víctimas del asesino en serie, George Joseph Smith, en la película The Brides in the Bath.

## Primeros años
Emma Ferguson es de Wandsworth, Londres. Ha viajado y vivido en países como Hong Kong, Alemania y Emiratos Árabes Unidos (en Dubái). Durante este tiempo, estudió en escuelas militares y aprendió tres idiomas.

## Carrera
En la pantalla, Ferguson ha aparecido en comerciales de televisión (particularmente en anuncios de productos para el pelo) y en varios programas de televisión incluyendo Doctors, The Bill y Mile High. También prestó su voz para el personaje de Jessica en la versión en inglés del videojuego de PlayStation 2, Dragon Quest VIII como también a Eris en Drakengard 2.
En cuanto al teatro, Ferguson hizo de la Condesa Florence/Antonescu en Man and Boy' y en West End, dirigida por Maria Aitken; como Constanza, en la producción de 2003 de Amedeus, dirigida por Jonathan Best; y como Isabelle en una producción de 2000 de Ring Round the Moon.
Ferguson protagonizó Mile High como Emma Coyle, junto a Adam Sinclair, James W. Redmond, Jo Anne Knowles, Matthew Chambers, Naomi Ryan, Sarah Manners y Tom Wisdom.

## Vida personal
En 2006 Ferguson se comprometió con su novio, el cantante de Take That, Mark Owen, con el que tiene una relación desde 2004. El 8 de noviembre de 2009, se casaron en la iglesia de Cawdor, Escocia. En 2010 la pareja se separó después de que Owen admitiera tener problemas con el alcohol y haber tenido aventuras con otras mujeres. Se reconciliaron después de que Owen se rehabilitara. Tienen tres hijos: Elwood Jack Owen (nacido en 2006), Willow Rose Owen (nacida en 2008) y Fox India Owen (nacida en 2012).

## Filmografía selecta
- Norte & Sur 2004 temporada 1 episodio 1,3 como Edith Shaw Lennox
- The Brides in the Bath 2003 como Alice Burnham
- The Bill
  - 136 como Kim Bradley
  - 135 como Kim Bradley
  - 134 como Kim Bradley
  - Say It with Flowers como Enfermera
- Mile High 2003 como Emma Coyle
- Doctors
  - Beating the Odds como Angela Ramsden
- Fortysomething 2003 temporada 1 episodio 6 como Laura Proek
- Barbara 2000,2001 temporada 1 episodio 2,3
- Hardware 2003 temporada 1 episodio 4 como enfermera
- Murder Investigation Team 2005 temporada 1 episodio 3 como Lisa Reynolds